# 灰鉄輝石
灰鉄輝石（かいてつきせき、hedenbergite、ヘデンバージャイト）、鉱物の一種（ケイ酸塩鉱物）。カルシウムと鉄を含む単斜輝石。ヘデン輝石、ヘデンベルグ輝石、ヘデンベルク輝石ともいう。
化学組成はCaFe2+Si2O6で、透輝石のMgがFe2+に置換したものに相当。カルシウムの割合が少なくなったものは普通輝石。
スカルンや火成岩に産する。
スウェーデンの化学者 アンデシュ・ルードヴィグ・ヘーデンベリにちなんで名付けられた。 ヘーデンベリ輝石と表記するのが原語の発音に忠実である。